# Дванадесетопръстник
Дванадесетопръстникът (на латински: duodenum) е началната част на тънкото черво, което е част от общата храносмилателна тръба. Той има формата на подкова с отвор, насочен нагоре и наляво, и започва от пилора на стомаха, като общата му дължина е 25 – 30 cm. Прикрепен е здраво за задната коремна стена.
В тънкото черво се изливат алкалните секрети на задстомашната жлеза и черния дроб, които заедно със стомашните сокове служат да неутрализират киселия химус след постъпването му в дванадесетопръстника през пилорния сфинктер.

## Части на дванадесетопръстника
На него се различават последователно четири части: горна, низходяща, напречна и възходяща.
- Горната част има дължина 5 cm, започва от пилора и се намира надясно от тялото на I поясен прешлен. Разширението в тази част се нарича ампула на дванадесетопръстника.
- Низходящата част започва с извивка и се разполага надясно от телата на II и III поясен прешлен.
- Напречната част започва с извивка наляво и прекосява коремната аорта и долната куха вена на нивото на IV поясен прешлен.
- Възходящата част върви нагоре и наляво, като достига до нивото на II поясен прешлен. В крайната си част образува извивка, от която започва втората част на тънкото черво – празното черво (jejunum). За тази извивка е прикрепена колагенно-мускулна връзка известна като връзка на Трайч, която укрепва прикрепването на дванадесетопръстника към задната коремна стена.

Дванадесетопръстникът е разположен интраперитонеално в горната си част и ретроперитонеално в останалите три части.
По горната част отзад се намира малко поле, непокрито от коремница, чрез което дванадесетопръстникът се допира до задстомашната жлеза, портната вена и общата чернодробна артерия. Отпред горната част е в досег с черния дроб и шийката на жлъчния мехур.
Низходящата част отпред се допира до черния дроб и жлъчния мехур, а отзад до десния бъбрек, долната куха вена и до десния пикочопровод.